# Коронет (корона)

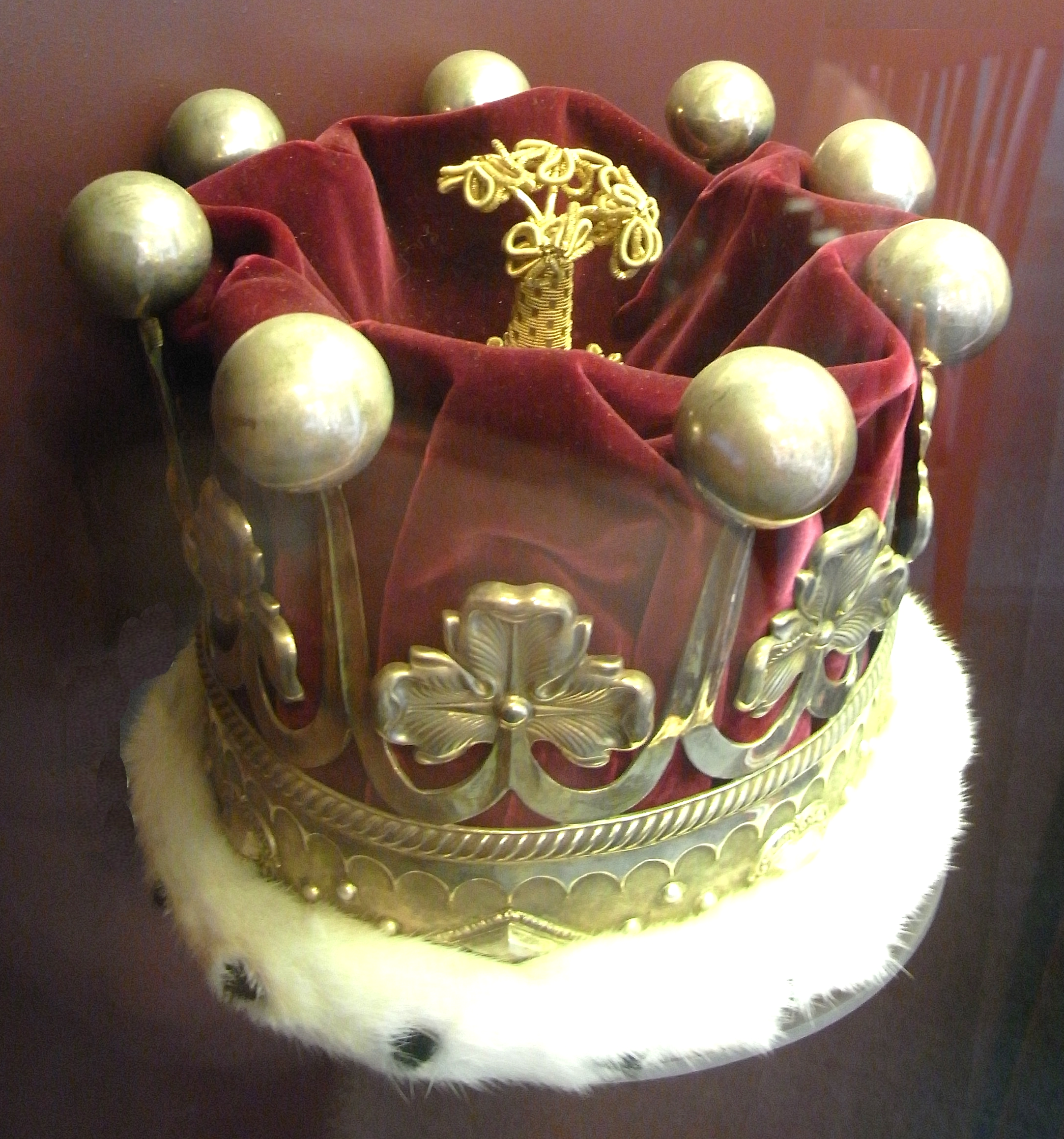
Корона графа (такая, которую носил 17-й граф Девон на коронации Елизаветы II и сейчас выставлена в замке Паудерем).

Коронет (англ. Coronet) — в британской геральдике, это любая корона, носитель которой имеет ранг ниже достоинства суверена или короля, независимо от внешнего вида короны. В других языках это различие не проводится, и обычно используется одно и то же слово для обозначения короны независимо от ранга (нем. Krone, нидерл. Kroon, швед. Krona, французский: фр. Couronne и т. д.). В таком использовании английский коронет является чисто техническим термином для всех геральдических изображений корон, не используемых сувереном, и ничего не подразумевает о фактической форме изображенной короны. Коронет — это ещё один тип короны, но он предназначен для низших слоёв знати, таких как маркизы и маркизы, графы и графини, бароны и баронессы, а также некоторые лорды и леди. Особый дизайн и атрибуты коронета или короны обозначают иерархию и ранг её владельца.
Некоторые физические коронеты носят британские пэры в редких торжественных случаях, таких как, коронация монарха. Их также иногда изображают в геральдике и в геральдическом обиходе называют коронетами ранга. Их форма варьируется в зависимости от титула держателя пэрства, согласно моделям, заложенным в XVI веке. Подобные изображения ранговых корон (нем. Rangkronen) используются в континентальной геральдике, но физические головные уборы для их имитации никогда не создавались.
Из-за крайней редкости случаев, когда коронеты носят пэры (иногда проходит более пятидесяти лет до новой коронации и повода носить физические коронеты), практическое использование термина «коронет» сегодня почти исключительно ограничивается графическими коронами и символами рангов в геральдике — украшение чьего-либо герба (действительно, многие люди, имеющие право на коронет , никогда не изготавливали физический коронет). Изображение обычных корон или коронетов в геральдике, а не ранговых корон, включая различные короны с гербом, иногда помещаемые под гербом, не ограничивается пэрами и часто изображается в британской геральдике за пределами звания пэра.

## Этимология
Слово происходит от старофранцузского coronete, уменьшительного от co(u)ronne («корона»), которое в свою очередь происходит от латинского: corona, буквально «корона, венок» и от древнегреческого: κορώνη, романизированного: korōnē, буквально «гирлянда, венок».
Традиционно такой головной убор используют знатные дворяне, принцы и принцессы на своих гербах, а не монархи, для которых в английском языке обычно зарезервировано слово «корона», в то время как во многих языках такого терминологического различия нет. Традиционно такие головные уборы используются в своих гербах знатными дворянами, принцами и принцессами, а не монархами, для которых в английском языке обычно зарезервировано слово «корона», хотя во многих языках такого терминологического различия нет. Поскольку корона показывает ранг соответствующего дворянина, в немецком и скандинавских языках также есть термин rangkrone (буквально «ранговая корона»).

## Использование в Содружестве

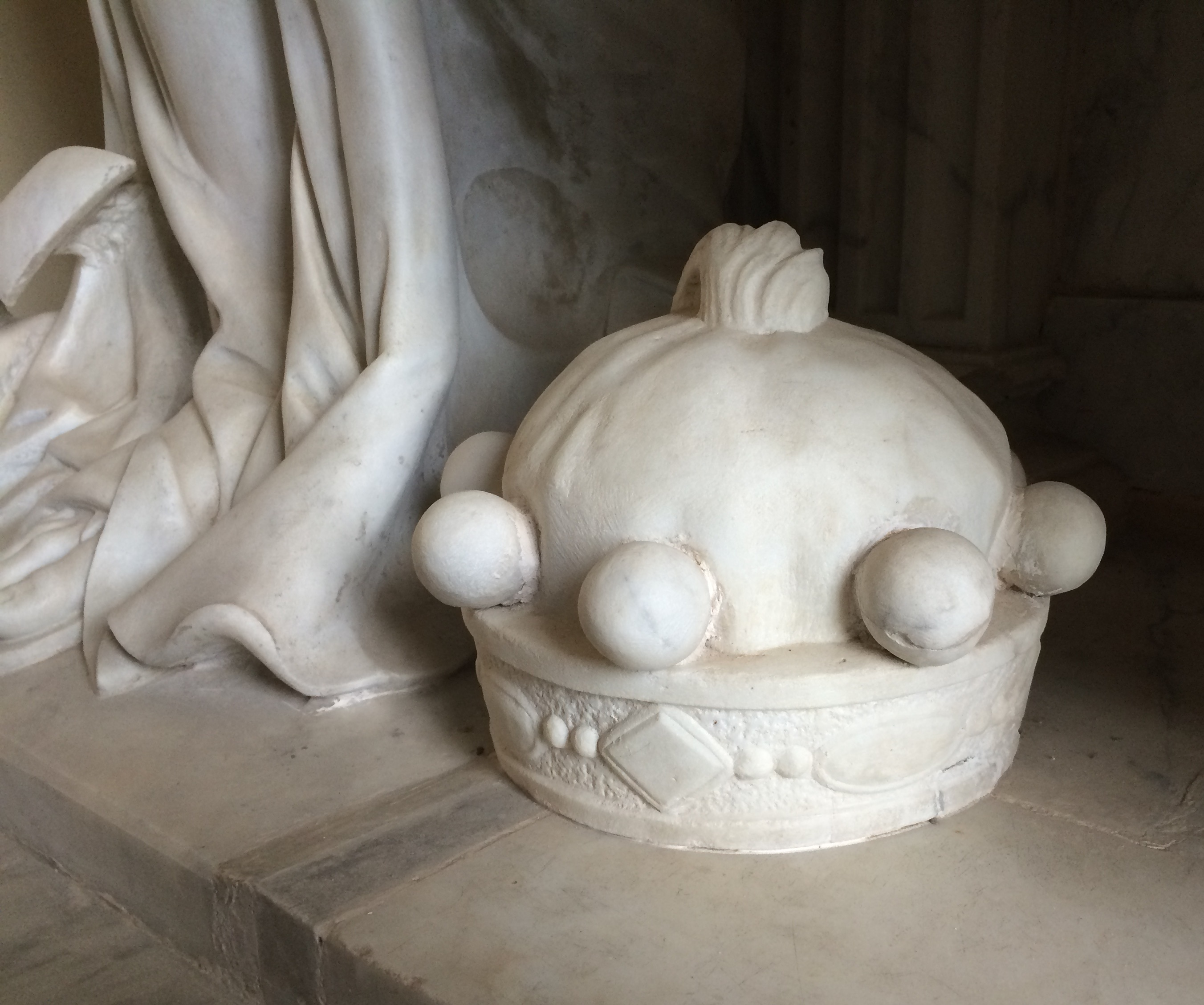
Изображение баронской короны на надгробном памятнике XVII века

Традиционно в Соединённом королевстве пэр надевает коронет только один раз: во время королевской коронации, когда коронет надевается вместе с коронационными мантиями, в равной степени стандартизированными как роскошная униформа. Однако во время коронации короля Карла III в 2023 году, по совету правительства, король запретил ношение коронетов приглашёнными пэрами, за исключением тех, кто исполняет особые церемониальные роли.
В пэрстве Соединённого королевства дизайн коронета показывает ранг его владельца, как в немецкой, французской и различных других геральдических традициях. Герцоги были первыми лицами, которым было разрешено носить коронеты. Маркизы получили коронеты в XV веке, графы в XVI веке, а виконты и бароны в XVII веке. До тех пор, пока бароны не получили коронета в 1661 году, коронеты графов, маркизов и герцогов были гравированными, а коронеты виконтов были простыми. Однако после 1661 года коронеты виконтов стали гравированными, а баронские — простыми. На коронетах не допускается наличие драгоценных или полудрагоценных камней.
Поскольку лицо, имеющее право носить коронет, обычно изображает его на своём гербе над щитом и под шлемом и нашлемником, это может дать полезную подсказку о владельце данного герба. В канадской геральдике потомки лоялистов Объединённой империи имеют право использовать военную корону лоялистов (для потомков членов полков лоялистов) или гражданскую корону лоялистов (для других) на своих гербах.

### Королевское использование

Коронет наследника британского престола

Члены британской королевской семьи часто имеют коронеты на своих гербах и могут носить настоящие коронеты на коронациях (например, принцессы Елизавета и Маргарет на коронации своего отца Георга VI в 1937 году). Они были изготовлены в соответствии с правилами, установленными королём Карлом II в 1661 году, вскоре после его возвращения из изгнания во Франции (почувствовав вкус к её роскошному придворному стилю, Людовик XIV в этом же году начал монументальную работу в Версале) во время Реставрации. Они различаются в зависимости от отношений принца с монархом. Иногда дополнительные королевские предписания изменяют дизайн для отдельных лиц. Самым последним (и наиболее полным) королевским предписанием, касающимся коронетов, было предписание Георга V от 19 ноября 1917 года.
Коронет наследника престола сам по себе является уникальным, поскольку имеет одну арку с шаром и крестом.
Карл III отменил использование коронетов во время своей коронации в 2023 году как для членов королевской семьи, так и для пэров.

### Коронеты членов королевской семьи и британских пэров
| Изображение                    | Содержание |
| Принцы и принцессы             | Принцы и принцессы |
| ------------------------------ | --- |
|                                | Дети суверена Коронет из крестов и геральдических лилий. |
|                                | Дети наследника престола Коронет из крестов, клубничных листьев и геральдических лилий. |
|                                | Дети сына суверена Коронет из крестов и клубничных листьев. |
|                                | Дети дочери суверена Коронет из клубничных листьев и геральдических лилий. |
| (Некоролевские) пэры и пэрессы | |
|                                | Герцог или герцогиня Венец из позолоченного серебра, украшенный чеканкой под драгоценные камни, но на самом деле не инкрустированный, с восемью клубничными листьями, пять из которых видны в двухмерных изображениях.                            |
|                                | Маркиз или маркиза Коронет из четырёх клубничных листьев и четырёх серебряных шариков (известных как «жемчужины», но на самом деле не являющимися жемчужинами), слегка приподнятых на концах над ободом, из которых видны три листа и два шарика. |
|                                | Граф или графиня Коронет из восьми клубничных листьев (четыре листа видны) и восьми «жемчужин», возвышающихся на стеблях, из которых видны пять.                                                                                                  |
|                                | Виконт или виконтесса Коронет из шестнадцати «жемчужин», соприкасающихся друг с другом, девять из которых изображены на рисунке. |
|                                | Барон или баронесса, лорд или леди парламента Простой венец из позолоченного серебра с шестью «жемчужинами», из которых видны четыре. |

Английский гербовый король
Лоялистский военный коронет (Канада)
Лоялистский гражданский коронет (Канада)

### Муниципальное использование
Определённым типам местного самоуправления присвоены особые типы коронетов.
| Изображение | Содержание |
| ----------- | --- |
|             | Коронет шотландского регионального совета (1973—1996) Богато украшенный венец,, из которого выходят четыре листа чертополоха (видны одна и две половинки).                                                         |
|             | Коронет шотландского островного совета (1973—1996) Богато украшенный венец, из которого выходят четыре дельфина, два и два почтительных плывущих и изогнутых (видны два)..                                         |
|             | Коронет шотландского окружного совета (1973—1996) Богато украшенный венец, из которого выходят восемь головок чертополоха (из которых видны три и две половинки).                                                  |
|             | Коронет шотландского общественного совета (1973-настоящее время) Богато украшенный чеканкой венец, из которого выходят четыре листа чертополоха (видны один и две половинки) и четыре сосновые шишки (видны две).. |

## Коронеты по странам

### Датские коронеты по рангу

Корона кронпринца или кронпринцессы
Корона ненаследственных принцев и принцесс
Корона герцога
Корона маркиза
Корона графа
Корона барона
Корона датской знати

### Испанские коронеты по рангу
Во всём мире в испанской геральдике использовались следующие короны и коронеты:

Геральдическая корона инфантов или инфант (принцев или принцесс)
Корона инфантов или инфант (вариант для испанских территорий бывшей Короны Арагона
Геральдическая корона испанских грандов
Геральдическая корона герцогов
Геральдическая корона маркизов
Геральдическая корона графов
Геральдическая корона виконтов
Геральдическая корона баронов
Геральдическая корона испанских сеньоров
Геральдическая корона идальго (испанского дворянина)
Геральдическая корона испанского чиновник геральдической палаты (герольда и помощника герольда)

### Шведские коронеты по рангу

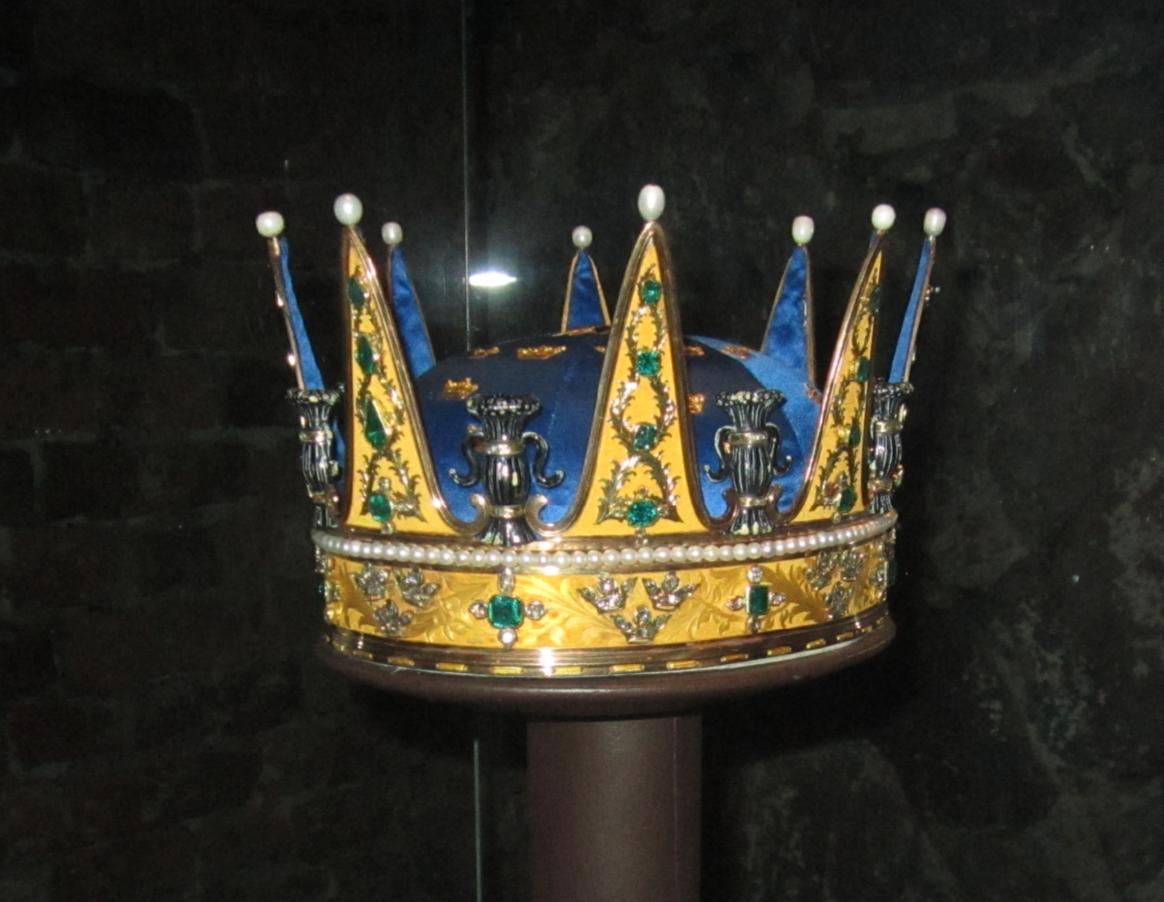
Коронет шведского герцога (обязательно шведского принца).

Коронет кронпринца Швеции
Коронет герцога/герцогини
Коронет графа/графини
Коронет барона/баронессы
Корона шведской знати

## Бывшие монархии

### Королевство Франция
Иерархия среди французского дворянства, которая была идентична для некоролевских титулов британской иерархии пэров, не должна пониматься как такая же жёсткая в ранжировании обладателей титулов, как последняя. В частности, титул не был хорошим показателем фактического превосходства или старшинства: происхождение, браки, высокие должности, воинские звания и историческая известность семьи значили гораздо больше, чем точный титул. Некоторые знатные семьи имели титул не выше графа или даже барона, но гордились своим древним происхождением. Более того, большая часть дворянства была юридически нетитулованной. Некоторые наследственные титулы мог получить дворянин, купивший «титулованный» фьеф, в то время как «титулы учтивости» (фр. titres de courtoisie) свободно присваивались при отсутствии строгого регулирования со стороны французской короны и стали более многочисленными, чем титулы, даваемые по закону. В XVII и XVIII веках люди свободно носили и использовали ранговые короны, которых у них не было, а в XIX и XX  веках всё ещё имело место злоупотребление «титулами учтивости». Титулы продолжали даваться до падения Второй империи в 1870 году и законно сохранились среди их потомков.
Единственным титулом, который никогда не узурпировался при Старом порядке, и редко без какого-либо оправдания впоследствии, был титул герцога — потому что он так часто присоединялся к рангу пэра Франции, который имел определённые юридические прерогативы, такие как право на место в Парижской парламенте. В результате титул герцога фактически, а также номинально, находился на вершине иерархии после королевской семьи и иностранных принцев и был на голову выше всего остального дворянства. Во время старого режима «принц» был рангом, а не титулом, поэтому не было короны.

Французские коронеты

- Король (суверен: фр. Roi): закрытая корона из геральдических лилий (корона была открытой до начала XVI века);
- Дофин (наследник трона; фр. Dauphin): изначально открытая корона из геральдических лилий; начиная с сына Генриха IV (1601—1610), корона закрывается дельфинами вместо арок;
- Сыновья и внуки суверена (фр. Fils de France и англ. Petit-fils de France): открытая корона из геральдических лилий;
- Принц крови (потомки внука суверена по мужской линии; фр. Prince du sang): изначально открытая корона с чередующимися геральдическими лилиями и листьями аканта (называемыми клубничными листьями в английском гербе), но открытая корона из геральдических лилий использовалась в XVII и XVIII веках;
- Пэр Франции (пэр королевства; фр. Pair de France): корона титула (обычно герцога) с синей бархатной шапкой, вместе с гербовой мантией (воспроизводящей герб), окаймленной золотом и подбитой горностаем;
- Герцог (фр. Duc): корона из листьев аканта;
- Маркиз (фр. Marquis): корона из чередующихся листьев аканта и групп из трёх жемчужин в трилистнике (или двух жемчужин рядом в некоторых версиях);
- Граф (фр. Comte): корона из жемчужин;
- Виконт (фр. Vicomte): корона из четырёх крупных жемчужин (три видны), чередующихся с более мелкими жемчужинами;
- Видам (своеобразный французский титул, для покровителей светских имений епископства; фр. Vidame): корона из четырёх крестов (три видны);
- Барон (фр. Baron): золотой шлем, увитый нитью мелких жемчужин;
- Шевалье (фр. Chevalier): золотой шлем;
- Оруженосец (фр. Ecuyer): шлем.

Корона короля
Корона дофина
Корона Детей Франции и внуков Франции
Корона принцев крови
Корона герцога-пэра Франции
Корона герцога
Корона маркиза-пэра Франции
Корона маркиза
Корона графа-пэра Франции
Корона графа
Корона графа (старый вариант)
Корона виконта
Корона видама
Корона барона
[Корона шевалье

### Священная Римская империя
Священная Римская империя и, следовательно, её государства-правопреемники (Австрийская империя, Германская империя и другие) имели систему, очень похожую на британскую, хотя дизайн отличался.
- Herzogskrone: корона герцога (нем. Herzog) имеет пять видимых листьев, с малиновой бархатной шапкой наверху, увенчанным пятью видимыми арками и державой с крестом;
- Fürstenkrone: корона правящего князя (нем. Fürst) имеет пять видимых листьев, с малиновой бархатной шапкой наверху, увенчанным тремя видимыми арками и державой с крестом;
- Landgrafenkrone: корона ландграфа (нем. Landgraf) имеет пять видимых листьев, увенчанных тремя видимыми арками и державой с крестом;
- Grafenkrone: корона графа (нем. Graf) имеет девять видимых зубцов с жемчужинами. Некоторые из старших графских домов использовали короны с пятью листьями и четырьмя жемчужинами (некоторые медиатизированные графства и мелкие княжества имели другие типы корон, которые отличали их от обычных графов);
- Freiherrnkrone: корона барона (нем. Freiherr) показывает семь видимых зубцов с жемчужинами;
- Adelskrone: корона членов нетитулованной знати (нем. Adel) показывает пять видимых зубцов с жемчужинами. Иногда центральные и внешние зубцы представляют собой листья, а другие зубцы возглавляются жемчужинами. В южных землях Бавария и Вюртемберг обычно все зубцы возглавляются жемчужинами.

Herzogskrone
Fürstenkrone
Landgrafenkrone
Grafenkrone
Freiherrnkrone
Adelskrone

Учитывая религиозную природу Священной Римской империи, можно сказать, что, за исключением недолговечных наполеоновских государств, ни одна континентальная светская геральдическая система исторически не была столь чётко регламентирована, как под британской короной. Тем не менее, часто существуют традиции (часто связанные со Священной Римской империей, например, в Швеции, Дании или России), которые включают использование короны и коронетов. Хотя в большинстве языков нет специального термина для коронета, а просто используется слово, означающее корону, можно определить, какие из этих корон предназначены для пэров или использования на более низком уровне, и, таким образом, по аналогии могут называться коронетами.
Именно потому, что существует множество традиций и больше вариаций внутри некоторых из них, существует множество типов континентальных коронетов. Действительно, есть также некоторые коронеты для должностей, которых не существуют или дают право на корону в традиции Содружества. Такой случай во французской (старой, то есть королевской эпохи) геральдике, где ранговые короны не использовались до XVI века, представляет собой видам, коронет которого ((на иллюстрации)) представляет собой металлический венец, укреплённый тремя видимыми крестами (нет никаких документальных или археологических свидетельств того, что такая корона когда-либо была изготовлена).
Часто короны заменяются шлемами или носятся только на шлеме.

### Австро-Венгрия
Хотя эти короны/коронеты обычно предоставлялись вместе с гербом, иногда корона не предоставлялась.

Королевский коронет
Коронет эрцгерцога
Герцогская шапка
Княжеская шапка фюрста
Коронет графа Австро-Венгрии
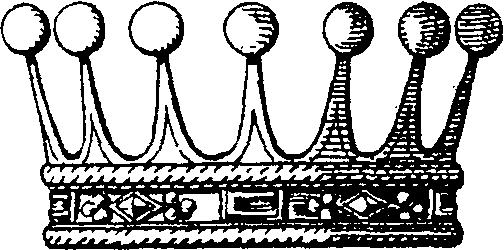
Коронет австрийского барона (после 1862 года)
Коронет австрийского барона (до 1862 года)
Коронет австро-венгерской знати

### Королевство Португалия
Эти короны и коронеты использовались в португальской геральдике:

Геральдическая королевская корона Португалии
Корона королевского принца (наследник престола)
Корона принца Бейра (старший сын наследника престола)
Коронет инфанта (принца)
Коронет герцога
Коронет [маркиза
Коронет графа
Коронет виконта
Коронет барона
Коронет рыцаря/фидалгу